# Ливия (дочь Марка Ливия Друза)
Ли́вия Друзи́лла (или Дру́за; лат. Livia (Drusilla); умерла около 92 года до н. э.) — древнеримская матрона, наиболее известная как мать Марка Порция Катона Утического.

## Биография
Дочь Марка Ливия Друза, консула 112 года до н. э. Около 104 года вышла замуж за Квинта Сервилия Цепиона, но не позже 98 года они развелись. В этом браке Ливия родила двух или трёх детей — Сервилию Цепиону, Сервилию Цепиону Младшую (её место в роду Ливиев—Сервилиев остаётся дискуссионным) и Квинта Сервилия Цепиона. Около 98 года вышла замуж за Марка Порция Катона Салониана и родила ему двух детей — Порцию Катону и Марка Порция Катона Младшего. После преждевременной смерти супруга дети воспитывались в доме своего дяди по материнской линии Марка Ливия Друза. Около 92 года Ливия умерла.